# Rally de Ferrol de 2021
El Rally de Ferrol de 2021 fue la 52.ª edición del rally y la sexta cita de la temporada 2021 del Súper Campeonato de España de Rally. Se celebró del 20 de agosto al 21 de agosto y contó con un itinerario de nueve tramos que sumaban un total de 128,70 km cronometrados. También fue puntuable para el Tour European Rally, la Copa Suzuki Swift y la Copa Suzuki Swift Júnior.

## Itinerario
| Día   | Tramo                    | Nombre          | Distancia | Hora                | Ganador             | Tiempo  | Líder               |
| Día 1 |                          |                 |           |                     |                     |         |                     |
| ----- | ------------------------ | --------------- | --------- | ------------------- | ------------------- | ------- | ------------------- |
| Día 1 | TC1                      | Irixoa-Monfero  | 14.90 km  | 18:42               | José Antonio Suárez | 10:12.3 | José Antonio Suárez |
| Día 1 | TC2                      | Monfero-Monfero | 14.14 km  | 19:19               | Iván Ares           | 7:52.4  | José Antonio Suárez |
| Día 1 | TC3                      | Irixoa-Monfero  | 14.90 km  | 21:02               | Iván Ares           | 10:14.5 | José Antonio Suárez |
| Día 1 | TC4                      | Monfero-Monfero | 14.14 km  | 21:35               | Iván Ares           | 7:52.3  | Iván Ares           |
| Día 2 |                          |                 |           |                     |                     |         | Iván Ares           |
| TC5   | San Sadurniño-As Somozas | 20.06 km        | 10:35     | José Antonio Suárez | 12:08.6             |         | Iván Ares           |
| TC6   | As Somozas               | 10.63 km        | 11:12     | Iván Ares           | 5:44.0              |         | Iván Ares           |
| TC7   | Ferrol-Ferrol            | 9.24 km         | 12:05     | José Antonio Suárez | 5:56.4              |         | Iván Ares           |
| TC8   | San Sadurniño-As Somozas | 20.06 km        | 15:00     | José Antonio Suárez | 12:06.9             |         | Iván Ares           |
| TC9   | As Somozas (TC+)         | 10.63 km        | 15:37     | José Antonio Suárez | 5:41.2              |         | Iván Ares           |

## Clasificación final
| Pos. | Piloto               | Copiloto             | Automóvil              | Tiempo    | Diferencia |
| ---- | -------------------- | -------------------- | ---------------------- | --------- | ---------- |
| 1.   | Iván Ares            | David Vázquez        | Hyundai i20 R5         | 1:18:30.3 | 0.0        |
| 2.   | Efrén Llarena        | Sara Fernández       | Škoda Fabia R5         | 1:18:43.4 | +13.1      |
| 3.   | José Antonio Suárez  | Alberto Iglesias Pin | Škoda Fabia Rally2 evo | 1:18:59.5 | +29.2      |
| 4.   | Javier Pardo         | Adrián Fernández     | Suzuki Swift R4LLY S   | 1:19:56.1 | +1:25.8    |
| 5.   | Joan Vinyes          | Jordi Mercader       | Suzuki Swift R4LLY S   | 1:21:08.3 | +2:38.0    |
| 6.   | Luis García Vilariño | Javier Martínez      | Škoda Fabia Rally2 evo | 1:21:22.0 | +2:51.7    |
| 7.   | Jan Solans           | Rodrigo Sanjuan      | Citroën C3 Rally2      | 1:22:10.1 | +3:39.8    |
| 8.   | Roberto Blach        | Nerea Campos         | Peugeot 208 Rally4     | 1:23:25.3 | +4:55.0    |
| 9.   | Alejandro Cachón     | «Jandrín»            | Peugeot 208 Rally4     | 1:23:47.7 | +5:17.4    |
| 10.  | Álvaro Muñiz         | José Antonio Pintor  | Peugeot 205 Proto      | 1:24:14.7 | +5:44.4    |